# Chiyo Miyako
Chiyo Miyako (Yokohama, 2 maggio 1901 – Yokohama, 22 luglio 2018) è stata una supercentenaria giapponese vissuta 117 anni e 81 giorni.
È la terza persona più longeva di sempre nata in Giappone, dietro Kane Tanaka e Nabi Tajima e occupa al momento il decimo posto nella lista delle persone più longeve di sempre, tra quelle documentate con certezza. È una delle dodici persone che nella storia dell'umanità hanno raggiunto i 117 anni.

## Biografia
Chiyo Miyako nacque nella prefettura di Wakayama e suo marito lavorava nelle ferrovie nazionali giapponesi. Durante la sua vita mantenne uno stile di vita regolare curando l'alimentazione. Mangiava regolarmente sushi e anguilla.
È diventata la persona più longeva del mondo il 21 aprile 2018, a seguito della morte della sua connazionale Nabi Tajima (nata il 4 agosto 1900).
Era l'unica persona ad essere sopravvissuta alla totalità mondiale delle persone nate nell'anno 1902, poiché il 6 luglio 2018 morì l'italiana Giuseppina Projetto, ultima superstite al mondo tra i nati nell'anno 1902.
È morta per cause sconosciute il 22 luglio 2018 (seppure la notizia della morte venne annunciata il 27 luglio seguente), cedendo a Kane Tanaka (1903-2022), anch'ella giapponese e della prefettura di Fukuoka, lo scettro di persona più anziana del Giappone e dell'umanità.